# アンドリュー・パーソンズ
アンドリュー・パーソンズ（Andrew Parsons、1977年2月10日 - ）は、ブラジルのスポーツ管理者、ジャーナリスト。2017年より国際パラリンピック委員会会長を務める。2018年からは国際オリンピック委員会委員になった。パーソンズ自身は健常者である。

## 来歴

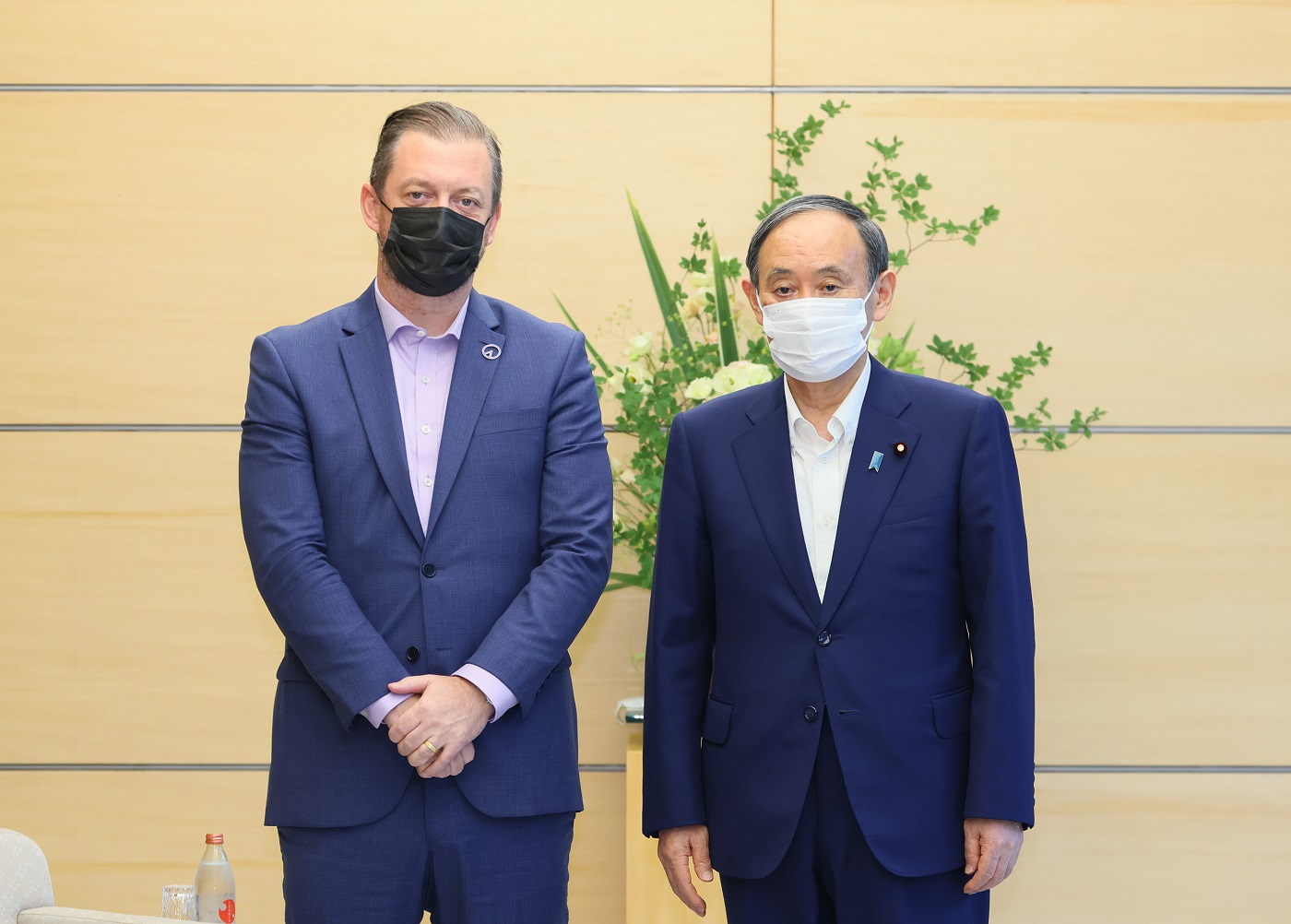
2021年、菅義偉首相（当時）と

パーソンズはブラジルでスコットランド系の両親のもとに生まれた 。フルミネンセ連邦大学を卒業。ブラジルパラリンピック委員会の報道官となり、2001年から事務局長、2009年から2017年まで会長を務めた。2005年から2009年までは米州パラリンピック委員会会長、2013年から2017年まで国際パラリンピック委員会副会長、2020年東京オリンピック指名委員会委員を務めた。
2017年9月8日より国際パラリンピック委員会会長を務める。アブダビで開催された第18回の同議会の選挙の第1ラウンドで選出され、2001年から就任していたフィリップ・クレーブンの後任となった。

## 栄典
- リオ・ブランコ勲章（英語版）コマンダー[5]
- ディプロマ・オブ・フェアプレー - 2004年夏季パラリンピック期間中、国際フェアプレー委員会が授与[8]
- 旭日大綬章[9]